# Ollie Millroy

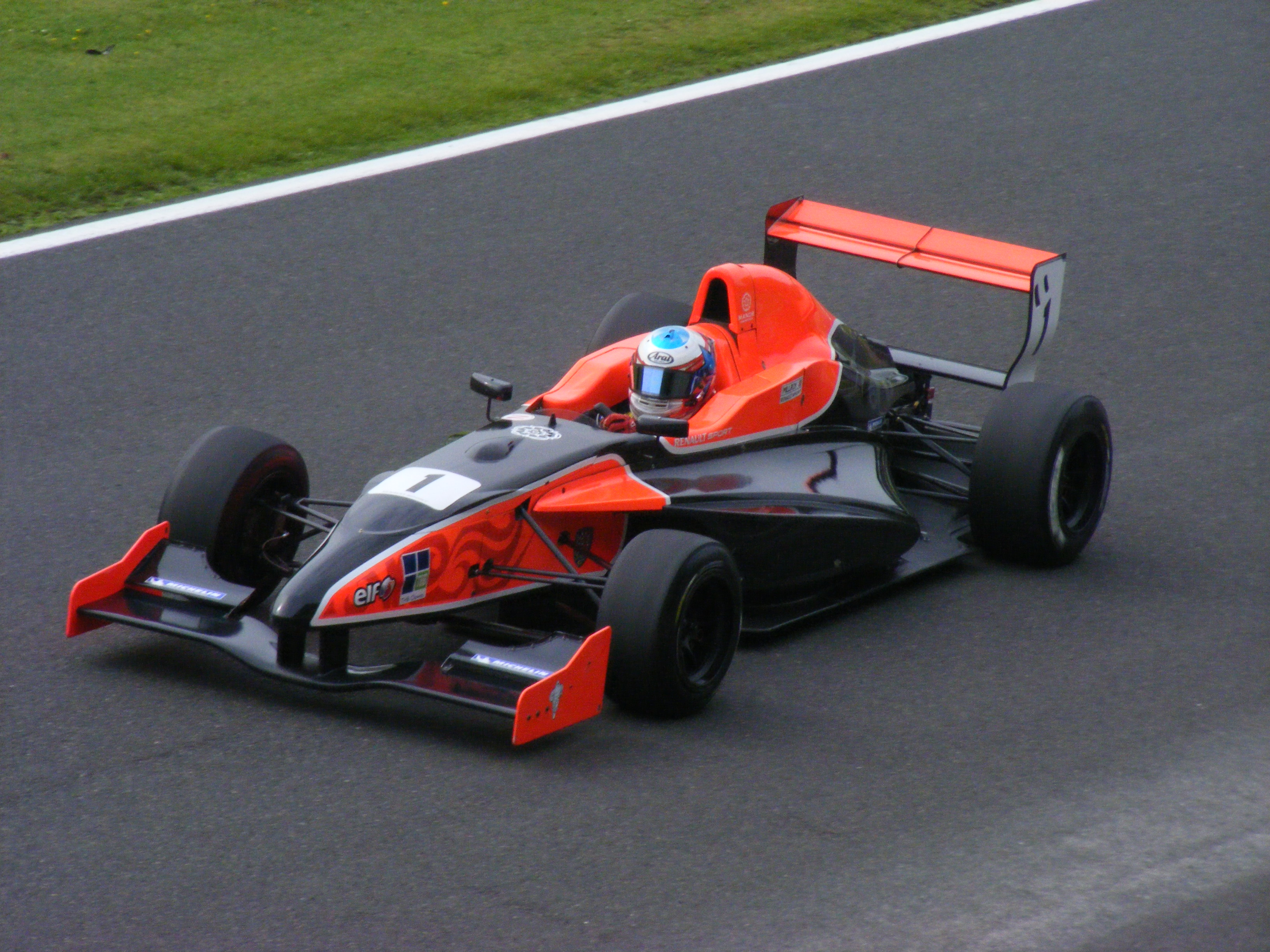
Ollie Millroy 2010 in der Formel Renault

Oliver Stephen „Ollie“ Millroy (* 21. April 1990 in Windsor) ist ein britischer Autorennfahrer.

## Karriere als Rennfahrer
Ollie Millroy startete wie viele Fahrerkollegen seiner Generation nach der Zeit im Kartsport in den Nachwuchsserien Formel BMW und Renault. In beiden Rennserien waren sechste Plätze die besten Platzierungen im Gesamtklassement; 2008 im BMW World Final und 2010 in der britischen Formel-Renault-Meisterschaft.
2012 wechselte er in den internationalen GT-Sport und startete unter anderem in der European Le Mans Series, der Blancpain GT Series und der Asian Le Mans Series. 2021 führte er nach zwei Wertungsläufen die Gesamtwertung der International GT Open an.

## Fahrlehrer
Seit 2008 ist Ollie Millroy als Fahrerlehrer für Amateur-Rennfahrer und Stuntfahrer aktiv.

## Statistik

### Le-Mans-Ergebnisse
| Jahr | Team             | Fahrzeug             | Teamkollege   | Teamkollege         | Platzierung | Ausfallgrund |
| ---- | ---------------- | -------------------- | ------------- | ------------------- | ----------- | ------------ |
| 2021 | Inception Racing | Ferrari 488 GTE Evo  | Brendan Iribe | Ben Barnicoat       | Rang 41     |              |
| 2022 | Team Project 1   | Porsche 911 RSR-19   | Brendan Iribe | Ben Barnicoat       | Ausfall     | Unfall       |
| 2024 | Inception Racing | McLaren 720S GT3 Evo | Brendon Iribe | Frederik Schandorff | Rang 40     |              |

### Sebring-Ergebnisse
| Jahr | Team             | Fahrzeug             | Teamkollege   | Teamkollege         | Platzierung | Ausfallgrund |
| ---- | ---------------- | -------------------- | ------------- | ------------------- | ----------- | ------------ |
| 2022 | Inception Racing | McLaren 720S GT3     | Brendan Iribe | Jordan Pepper       | Rang 27     |              |
| 2023 | Inception Racing | McLaren 720S GT3 Evo | Brendan Iribe | Frederik Schandorff | Rang 25     |              |
| 2024 | Inception Racing | McLaren 720S GT3 Evo | Brendan Iribe | Frederik Schandorff | Rang 35     |              |
| 2025 | Inception Racing | Ferrari 296 GT3      | Brendan Iribe | Frederik Schandorff | Rang 30     |              |

### Einzelergebnisse in der FIA-Langstrecken-Weltmeisterschaft
| Saison | Team             | Rennwagen            | 1   | 2   | 3   | 4   | 5   | 6   | 7   | 8   |
| ------ | ---------------- | -------------------- | --- | --- | --- | --- | --- | --- | --- | --- |
| 2021   | Inception Racing | Ferrari 488 GTE      | SPA | POR | MON | LEM | BAH | BAH |     |     |
| 2021   | Inception Racing | Ferrari 488 GTE      | 41  |     |     |     |     |     |     |     |
| 2022   | Team Project 1   | Porsche 911 RSR      | SEB | SPA | LEM | MON | FUJ | BAH |     |     |
| 2022   | Team Project 1   | Porsche 911 RSR      | 24  | DNF | DNF | 31  | 30  |     |     |     |
| 2024   | Inception Racing | McLaren 720S GT3 Evo | KAT | IMO | SPA | LEM | SAO | AUS | FUJ | BAH |
| 2024   | Inception Racing | McLaren 720S GT3 Evo | 40  |     |     |     |     |     |     |     |